# Acartauchenius asiaticus
Acartauchenius asiaticus là một loài nhện trong họ Linyphiidae.
Loài này thuộc chi Acartauchenius. Acartauchenius asiaticus được Andrei V. Tanasevitch miêu tả năm 1989.